# Archivio Foto Locchi
Archivio Foto Locchi è un archivio storico fotografico tutelato dal Ministero per i Beni e le Attività Culturali per il suo alto valore artistico e documentaristico, che raccoglie oltre cinque milioni di immagini sulla storia di Firenze e della Toscana.

## Storia

### Origini
Lo studio fotografico fu fondato dal fotografo paesaggista Tullio Locchi (1891-1926) in piazza Vittorio Emanuele, attuale piazza della Repubblica, a Firenze nel 1924. Proveniente da una famiglia di scultori e appassionati di fotografia, il giovane Tullio godé da subito di notevole reputazione, grazie alle documentazioni fotografiche raccolte nella guerra di Libia e nella prima guerra mondiale come fotografo di reggimento. I meriti ottenuti gli procurarono una certa fama, tanto da essere nominato Cavaliere dalla Regina Margherita di Savoia e diventare il fotografo ufficiale della famiglia reale. 
L'8 gennaio 1926 Tullio Locchi morì tragicamente, secondo le cronache locali il fotografo precipitò dalla torre dell'abbazia di San Galgano con la macchina fotografica appesa al collo; La Nazione ne annunciò la prematura scomparsa descrivendo così il fotografo fiorentino: «Tullio Locchi era una delle figure più in vista della nostra Firenze. Il suo ingegno vivissimo e la sua prodigiosa attività lo avevano portato, in breve volger di tempo, ad un grado di popolarità diciamo pure invidiabile». Un busto eretto in sua memoria si trova presso il Cimitero di Trespiano, dove è sepolto, opera di Mario Moschi.

### Silvano Corcos
Alla morte del marito, la vedova Ida Tommasi costituì una nuova società con i collaboratori più stretti di Tullio: la famiglia Moscato-Corcos. Fin dall'inizio fu Silvano Corcos (1908-1979) che andò ad assumere un ruolo di maggior rilievo all'interno dell'azienda, divenendone in breve l'anima stessa e facendo dello studio il "fotografo ufficiale" della città di Firenze. A lui si deve l'ideazione dell'archivio costituito da lastre di vetro, negativi 35mm, negativi 6x6 e 6x9 e dalle preziose agende in cui venivano appuntati i servizi fotografici privati e gli eventi pubblici.
All'inizio degli anni '50 Silvano rilevò interamente l'azienda divenendo unico proprietario insieme alla moglie Milena. Intensificò la già proficua collaborazione con i giornali, documentando fatti di cronaca e di costume, gare sportive locali e nazionali, eventi politici e visite di personaggi famosi. Il connubio tra l'eccellenza tecnica ed il valore artistico fecero di Foto Locchi uno degli studi più rinomati della città. Negli anni più fecondi della propria attività, la ditta arrivò a contare fino a trenta fotografi tra dipendenti e collaboratori. Come nella tradizione della tipica bottega artigiana, i giovani apprendevano il mestiere osservando l'esempio dei più anziani, ai quali era affidato il compito di tramandare lo stile Locchi: uno stile semplice e pulito caratterizzato dalla necessità di cogliere l'attimo tipica del fotogiornalismo, senza mai rinunciare alla qualità dello scatto. Secondo la lezione impartita da Locchi il fotografo, attraverso il proprio obiettivo, non si deve limitare a documentare la realtà ma al contrario, deve interpretarla con sforzo creativo ed elevare così ogni scatto a "opera fotografica".

### Anni recenti
Nel febbraio del 1998, Foto Locchi trasferì l'attività dalla sede originaria in piazza della Repubblica alla vicina via del Corso. La gestione dell'azienda rimase alla famiglia Corcos, con Deanna Corcos, figlia di Silvano, il marito e fotoreporter Giampaolo Ghilardi e la figlia Erika Ghilardi, attualmente impegnati nella conservazione, tutela e promozione del vastissimo patrimonio iconografico.

## Patrimonio
La banca dati dell'Archivio Foto Locchi conta attualmente oltre cinque milioni di immagini originali e spesso inedite, conservate sotto forma di negativi che raccontano la storia di Firenze dal 1934 ai giorni nostri, costituendo così di fatto una tra le più preziose memorie storiche della città. Il patrimonio originario dell'Archivio Foto Locchi, inizialmente composto da 3,5 milioni di scatti, è stato arricchito attraverso l'acquisizione di due prestigiosi archivi locali: 
- archivio Italfotogieffe, costituito da oltre 500.000 immagini di cronaca e sport della città di Firenze; una ricca sezione è interamente dedicata alla Nazionale di calcio dell'Italia e alla ACF Fiorentina, di cui ne segue diligentemente ogni tappa dagli esordi in via Bellini;
- archivio Foto Levi, composto da circa 1.000.000 di immagini che documentano la vita cittadina dal 1947 agli anni '70.

Oggi, grazie ai moderni database, l'archivio, in continua fase di acquisizione digitale, è parzialmente consultabile anche on line; tuttavia l'originale sistema di archiviazione, ideato già negli anni Trenta dallo stesso Corcos, ha da sempre permesso il rapido reperimento delle immagini, garantendone l'immediata fruizione anche senza l'ausilio dei moderni sistemi informatici.

## Attività
Le attività dell'archivio comprendono:
- Consultazione
- Licenze d'uso di immagini d'archivio
- Realizzazione di stampe artistiche
- Ideazione di eventi espositivi e mostre tematiche
- Vendita di stampe artistiche per uso arredo